# SN 2003jj
SN 2003jj – supernowa typu Ia odkryta 22 października 2003 roku w galaktyce A010758+0003. W momencie odkrycia miała maksymalną jasność 23,10m.